# Henrique I, Príncipe de Condé
Henrique I de Bourbon (em francês:  Henri de Bourbon; La Ferté-sous-Jouarre, 29 de dezembro de 1552 - Saint-Jean-d'Angély, 5 de março de 1588, foi um nobre francês, Príncipe de sangue e segundo Príncipe de Condé. 
Protegeu os protestantes durante as Guerras de religião. Rival de Henrique III de Navarra (o futuro rei Henrique IV), que nessa altura ainda era protestante, empreendeu numerosas campanhas militares contra as tropas reais.

## Biografia

### Juventude
Filho de Luís de Bourbon, primeiro Príncipe de Condé, e de Leonor de Roye, Condessa de Roucy, Henrique cresce numa família de convicções calvinistas. É primo, em primeiro grau, do Rei de Navarra (o futuro Henrique IV de França), junto de quem combate durante a terceira guerra de religiões. Em 1572, casa com Maria de Cleves em Blandy uma semana antes do seu primo se casar com a princesa Margarida de Valois, irmã do rei. Presente em Paris quando ocorre o massacre da noite de São Bartolomeu, em 24 de agosto de 1572), Condé, sob pressão, tem que abjurar a fé.

### Chefe do partido protestante
Após a sua participação no Cerco de La Rochelle (1573) no seio do exército real, o Governo da Picardia é-lhe restituído pelo rei (1573). De visita a Amiens, capital da província que governa, ele acaba por se refugiar na Alemanha (1574), depois do fracasso da Conjura dos Malcontens.
Coloca-se à cabeça do partido protestante durante as Quarta, Quinta e Sexta guerras de religião. Profundamente calvinista, ele compete com o primo, o rei de Navarra, pela chefia dos protestantes, mas os dois primos vêem-se forçados a aliarem-se, face à ameaça católica. Juntos, combatem na batalha de Coutras (20 de outubro de 1587).

### Fim de vida
Governador da Picardia, o Príncipe de Condé não é apreciado pelos católicos da província que formam a primeira Liga Católica de toda a França, para se lhe oporem. Condé volta a casar-se em 16 de março de 1586 com Carlota de La Trémoille (1568-1629), filha de Luís III de La Trémoille.
Morre subitamente em março de 1588 supondo-se que a sua morte fosse devida a um envenenamento, possibilidade avançada quer por médicos quer pelos seus mais próximos (entre os quais o seu primo Henrique de Navarra). Fora lançado o boato de que teria sido Carlota a envenenar o marido após o enganar. O  rei de Navarra foi também um dos suspeitos de ter feito assassinar o seu rival. Carlota de La Trémoille chega a ser detida e julgada pelo Parlamento de Paris, mas as diligências são interrompidas dada a sua gravidez e ela é simplesmente detida em Saint-Jean-d'Angély.
Henrique I de Bourbon inaugura a tradição de sepultar os membros da sua família na igreja de Vallery.
A 1 de setembro de 1588, a sua esposa dá à luz a um filho póstumo, que se torna Henrique II, Príncipe de Condé. O rei Henrique IV acaba por se resignar a libertar a princesa.

## Casamentos e descendência
Do seu primeiro casamento com Maria de Cleves-Nevers (1553-1574), condessa de Beaufort, marquesa de Isles, baronesa de Jaucourt e senhora de Jully, nasceu uma menina:
- Catarina (Catherine) (1574-1595), condessa de Beaufort, marquesa de Isles, baronesa de Jaucourt, senhora de Jully (títulos herdados da mãe e que depois da morte de Catarina viriam a ser transmitidos à tia materna Catarina de Cleves, duquesa de Guise).

Do seu segundo casamento com Carlota de La Trémoille (1568-1629), nasceram dois filhos:
- Leonor (Éléonore) (1587-1619), que casou com Filipe Guilherme, Príncipe de Orange, filho de Guilherme I de Orange-Nassau;
- Henrique II (Henri II) (1588-1646), terceiro príncipe de Condé.